# Altes Theater (Arad)
Das alte Theater ist ein denkmalgeschütztes Gebäude in Arad in Rumänien. Das Gebäude befindet sich an der Gheorghe-Lazăr-Straße Nr. 3, im I. Bezirk Centru, unweit des Klassischen Theaters Ioan Slavici. Das Gebäude wurde im Laufe der Jahrhunderte als Theater, Opernhaus und schließlich als Kino genutzt.

## Theater
Das erste Theater in Arad wurde 1817 als Privatprojekt des Wiener Handelsmannes Jacob Hirschl in barockem Stil erbaut. Im Jahr 1818 gastierte hier eine deutsche Theatergruppe unter der Leitung von Cristofor Kun.
Mit dem Bau des „Komödienhauses“  begann die ständige Spielzeit des deutschen Theaters in Arad. Die Direktoren Kunz und Kollmann (1820–1833) erfreuten das Publikum mit Komödien,  Singspielen, Schau- und Trauerspielen. Auf seiner Bühne traten im Laufe der Zeit zahlreiche deutsche, ungarische und rumänische Ensembles auf. 
Die erste Vorstellung in rumänischer Sprache erfolgte im Jahre 1846. Es handelte sich um das Schauspiel „Zwei Vergessliche“ von August von Kotzebue, das Ioan Popovici ins Rumänische übersetzte. Das Stück wurde von den Schülern der Arader Preparandia aufgeführt.
Desgleichen traten die Theaterensembles Mihai Pascaly und Matei Millo aus Bukarest hier auf, wobei der rumänische Dichter Mihai Eminescu in einer Theateraufführung unter der Leitung von Mihai Pascaly im Jahr 1868 Souffleur war. Das alte Theater wurde 1873 geschlossen. Ein Jahr später wurde das neue Theater  eröffnet.

## Oper
In dem Theatergebäude traten österreichische, ungarische und deutsche Operngesellschaften auf. Ein großer Teil der angesammelten Opernmusikbibliothek sowie des Archivs konnte gesichert werden. Dieses Notenmaterial wanderte mit den Operngesellschaften kreuz und quer durch ganz Europa. Darin sind zu finden Anmerkungen, Eintragungen und Notizen zu den verschiedensten Aufführungen in Sankt Petersburg, Odessa, Bukarest, Klausenburg, Arad, Temeswar, Szeged, Budapest, Esseg, Prag, Pressburg, Berlin, Wien, Linz, Straßburg und Paris. Die reichhaltige Plakatsammlung von fast 500 Stück bezeugt den hohen Wert, den man im 19. Jahrhundert der Oper und Operette in Arad zollte.
Die erste Oper wurde 1824 aufgeführt. In dem Opernrepertoire standen die italienischen Meister an erster Stelle. Von 1833 bis 1838 leitete Eduard August Miller die Arader Theaterbühne. Ignaz Huber und Eduard Kreibig übernahmen für die Zeit von 1839 bis 1842 die Theaterleitung. Das Souffleur-Heft aus dem Jahre 1842 weist Aufführungen von Hamlet, Die Zauberflöte und Lumpazivagabundus aus. Im Jahre 1842 trat an die Stelle von Ignaz Huber der bisher in Temeswar und Pest tätige Direktor Philipp Nötzl. Die Zahl der Schauspieler stieg auf 25 Personen.

## Kino
Am 30. November 1907 wurde in dem Gebäude des alten Theaters das erste Kino Rumäniens unter dem Namen „Urania“ eröffnet. Am 16. April 1913 spielte hier zum ersten Mal ein rumänischer Film „Războiul Independenţei“ (Der Unabhängigkeitskrieg). Im Jahr 1917 erhielt der Kinosaal seine heutige Form.
Das Kino Urania war bis 1967 in Betrieb. Nach der Revolution vom Dezember 1989 wurde das Gebäude den rechtmäßigen Erben rückerstattet. Nach längeren Verhandlungen hat die Stadtverwaltung das Gebäude käuflich erworben. Das stark renovierungsbedürftige Gebäude soll originalgetreu restauriert und saniert werden.